# Oh! You Pretty Things
Oh! You Pretty Things — песня Дэвида Боуи, написанная им в 1971 году для альбома Hunky Dory.

## О песне
В начале песни звучат только пианино (на котором играет Рик Уэйкмен) и вокал Боуи. Только на первом припеве, примерно в середине песни, вступают остальные музыканты. Достаточно простая фортепьянная партия часто сравнивается с Martha My Dear Пола Маккартни. Песня обнаруживает влияние оккультиста Алистера Кроули и философа Фридриха Ницше и провозглашает «надвигающееся исчезновение человеческой расы к выгоде альянса между прибывающими пришельцами и молодежью современного общества».
Песня впервые была выпущена Питером Нуном, бывшим участником группы Herman's Hermits на сингле. В этой версии сам Боуи играл на пианино. Сингл достиг двенадцатого места в середине 1971 года. Нун заменил оригинальную строчку Боуи «Земля — сука» на «Земля — тварь» (англ. The Earth is a bitch — англ. The Earth is a beast). Редакторы New Musical Express Рой Карр и Чарльз Шаар Мюррей назвали это исполнение «одним из самых вопиющих в истории рок-н-ролла случаев, когда вокалист абсолютно не смог уловить смысла и настроения исполняемого текста» (англ. one of rock and roll's most outstanding examples of a singer failing to achieve any degree of empathy whatsoever with the mood and content of a lyric.)

## Концертные версии
- Боуи играл песню на шоу BBC Johnny Walker Lunchtime Show 22 мая 1972 года. Запись была пущена в эфир в начале июня того же года, в 2000 году была включена в альбом Bowie at the Beeb; также была издана как промосингл во Франции в 2000.
- Концертная версия, записанная в Hammersmith Odeon в Лондоне 3 июля 1973 года была выпущена на альбоме Ziggy Stardust - The Motion Picture в 1983. Эта версия песни была частью попурри, вместе с «Wild Eyed Boy From Freecloud» и «All the Young Dudes».

## Другие издания
Песня появлялась в следующих сборниках
- - The Best of David Bowie (Япония, 1974)
  - ChangesTwoBowie (1981)
  - The Singles Collection (1993)
  - The Best of 1969/1974 (1997)

## Кавер-версии
- Harvey Danger — «Живая» версия, выпущенная в 2006 году на EP Little Round Mirrors.
- Сеу Хорхе — португальская версия для фильма 2004 года Водная жизнь
- Питер Нун — Сингл (1971)
- Дилан Рот — Hero: The Main Man Records Tribute to David Bowie (2007)
- Au Revoir Simone — Life Beyond Mars: Bowie Covered (2008)